# La Roche-Mabile

La Roche-Mabile este o comună în departamentul Orne, Franța. În 1 ianuarie 2022 avea o populație de 162 de locuitori.